# Emmanuel Boleslaus Ledvina
Emmanuel Boleslaus Ledvina (ur. 28 października 1868 w Evansville, Indiana, zm. 15 grudnia 1952) – amerykański duchowny rzymskokatolicki, biskup Corpus Christi w latach 1921-1949.

## Życiorys
Urodził się w rodzinie pochodzenia czeskiego. 18 marca 1893 otrzymał święcenia kapłańskie z rąk biskupa Silasa Chatarda i inkardynowany został do diecezji Vincennes. W roku 1918 otrzymał tytuł prałata.
30 kwietnia 1921 papież Benedykt XV mianował go ordynariuszem Corpus Christi w Teksasie. Sakry udzielił mu ówczesny ordynariusz Indianapolis Joseph Chartrand. Od roku 1931 nosił tytuł Asystenta Tronu Papieskiego. 15 marca 1949 przeszedł na emeryturę ze względów zdrowotnych. Za jego kadencji liczba księży w diecezji wzrosła z 32 do 160, utworzono też 50 parafii i 53 misje. Pochowany został pod dużym ołtarzem katedry w Corpus Christi.